# 9435 Odafukashi
A 9435 Odafukashi (ideiglenes jelöléssel (9435) 1997 CK20) a Naprendszer kisbolygóövében található aszteroida. Kobajasi Takao fedezte fel 1997. február 12-én.